# Papa emérito
Papa emérito o sumo pontífice emérito, también denominado obispo emérito de Roma, es el título que designa a aquel sumo pontífice de la Iglesia católica que, por libre y espontánea voluntad, decide renunciar al ministerio papal.
El término emérito hace referencia a todo aquel que se ha retirado de un empleo o cargo y continúa ejerciendo o disfruta algún premio o compensación como reconocimiento por sus méritos; en este caso, un papa que renuncia.

## Historia
Tras la decisión de Benedicto XVI de renunciar a su pontificado el 11 de febrero de 2013, el Pontificio Consejo para los Textos Legislativos trató de dilucidar cómo debería tratarse a un pontífice que renunciara a su puesto o qué símbolos lo representarían. 
Cabe mencionar que, hasta el caso de Benedicto XVI, la posibilidad de renunciar al ministerio petrino estaba contemplada en el canon 332 del Código de Derecho Canónico. Sin embargo, ni en este, ni en ningún otro documento pontificio se contemplaba lo que ocurriría con dicho prelado después de su dimisión.
La renuncia de Benedicto XVI se hizo efectiva formalmente el 28 de febrero de 2013, y en esa oportunidad, al despedirse de los cardenales en su último día como pontífice, ofreció a su sucesor su incondicional obediencia. 
Desde su renuncia, Benedicto XVI, empleó el título de papa emérito de forma vitalicia. El título está vacante desde su fallecimiento, el 31 de diciembre de 2022.

### Antecedentes

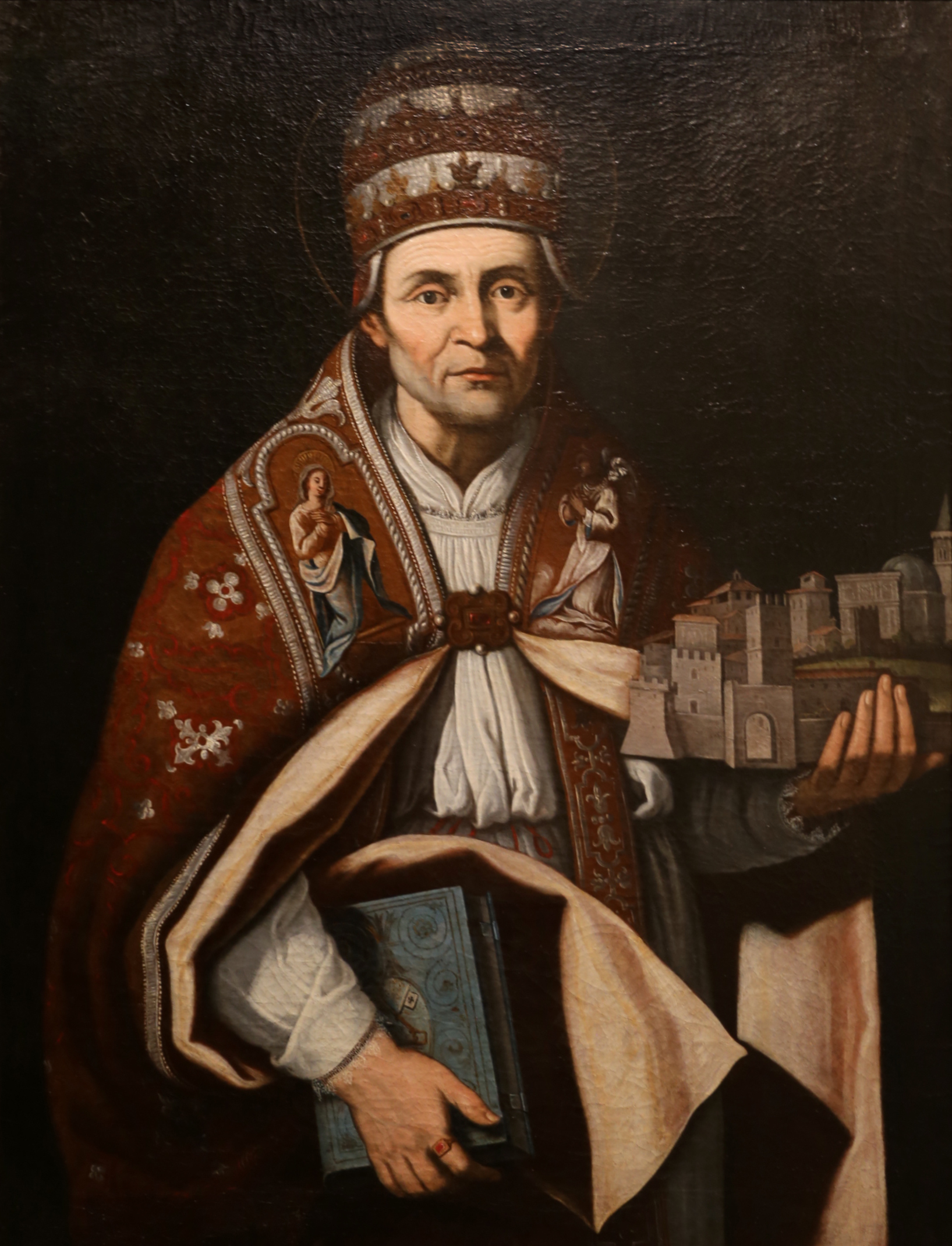
Celestino V renunció por voluntad propia.

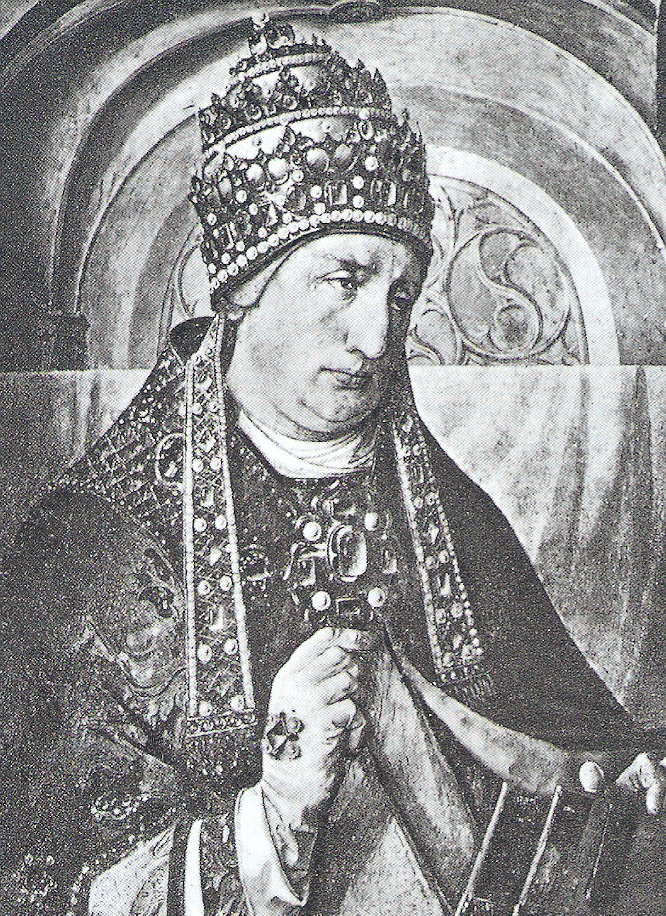
Gregorio XII fue obligado a renunciar.

En la historia moderna de la institución solo existe un caso en el cual un papa renunciara a su cargo (Benedicto XVI, en el siglo XXI); los anteriores precedentes debidamente documentados se encuentran en la Edad Media con la dimisión de cinco pontífices:
- 97: Clemente I pensaba que los cristianos no debían ausentar un líder espiritual, así de que este renunció a favor de Evaristo.
- 235: Ponciano, obispo de Roma que permaneció en constante lucha con el antipapa Hipólito, hasta que ambos fueron deportados por el emperador romano Maximino el Tracio a las minas de sal de Cerdeña, donde pudieron limar sus asperezas y dar fin al primer cisma de la Iglesia católica renunciando ambos en favor de Antero.
- 1009: Juan XVIII llegó al papado auspiciado por Crescencio III, cónsul de Roma. Se desconoce a ciencia cierta si su renuncia al pontificado fue ocasionada por dicho monarca, o si fue por voluntad propia.
- 1294: Celestino V, originalmente un monje benedictino que prefería la vida contemplativa, fundador de la Orden de los Celestinos. Decidió renunciar al no poderse acostumbrar a la política curial y preferir la vida como ermitaño, tras cinco meses y seis días del inicio de su pontificado.[4]
- 1415: Gregorio XII, obligado a renunciar en el Concilio de Constanza para dar fin al Cisma de Occidente.[5]

De estos seis pontífices, podemos resumir que dos de ellos renunciaron para destruir cismas dentro de la institución (Ponciano y Gregorio XII); y uno más, Juan XVIII, era una «marioneta política»; por lo que San Clemente I, Celestino V y Benedicto XVI son los únicos pontífices que han renunciado por propia voluntad y en total libertad.

### Bases jurídicas
La renuncia de un papa se ve observada dentro del código de Derecho Canónico de la siguiente manera:

"Si el Romano Pontífice renunciase a su oficio, se requiere para la validez que la renuncia sea libre y se manifieste formalmente, pero no que sea aceptada por nadie”. Los dos puntos fundamentales son, por lo tanto, la libertad y la manifestación debida. Libertad y manifestación pública, y el consistorio donde el Papa ha manifestado su voluntad, es público. "
Código de Derecho Canónico, canon 332, párrafo 2.

El 22 de febrero de 1996, Juan Pablo II promulgó la Constitución apostólica "Universi Dominici Gregis", la cual rige la sucesión papal; posteriormente revisada por Benedicto XVI en la Carta Apostólica “De aliquibus mutationibus in normis de electione Romani Pontefici”, dada motu proprio en Roma el 11 de junio de 2007, modificadas ambas en la última Carta Apostólica motu proprio llamada "Normas Nonnullas" del 25 de febrero de 2013. 
El 26 de febrero de 2013, el cardenal Francesco Coccopalmerio, presidente del Pontificio Consejo para los Textos Legislativos, aclaró los detalles del nuevo nombramiento aunque no en qué texto jurídico será estipulado o la forma en que será promulgado.

## Cambios

Vestimenta del papa emérito.

Tras el anuncio de la renuncia de Benedicto XVI, durante dos semanas se debatió intensamente tanto en la prensa como por los juristas vaticanos sobre el nuevo estatus del papa:
- Denominación: conservó su nombre de pontífice[6] y el tratamiento de «su santidad». Recibió el título de «papa emérito» o «romano pontífice emérito».[7]
- Anillo del pescador y sello de plomo: se anularon, trazando dos líneas formando una cruz. Ambos emblemas fueron entregados a la Secretaría de Estado de la Santa Sede para luego ser anulados por el cardenal camarlengo de la Iglesia católica y sus auxiliares.[8]
- Vestimenta[1]
  - Solideo: continuó usando el solideo blanco pontificio.
  - Palio y mitra: al retirarse el papa, dejó de participar en eventos oficiales, por lo que estos símbolos dejaron de usarse públicamente. Sin embargo, por su pertenencia al orden episcopal, Benedicto XVI pudo continuar usando la mitra: tal fue el caso de su presencia pública durante la canonización de los papas Juan XXIII y Juan Pablo II, en la cual utilizó la mitra junto a muchos otros miembros del episcopado. Tras el fallecimiento del papa emérito en diciembre de 2022, su cuerpo fue amortajado con una mitra blanca.[9]
  - Hábito: hábito talar blanco sencillo (se elimina la esclavina o capa sobre los hombros).
  - Zapatos: se dejaron de usar los tradicionales zapatos rojos.
- Los demás símbolos del pontífice se dejaron de usar, pasando a su sucesor.
- Cámara papal, capilla privada, departamento papal, estudio papal y ascensor a los aposentos papales: en el momento de la renuncia, se sellaron los aposentos privados del papa hasta que el nuevo pontífice fue elegido por el cónclave, para empezar entonces la renovación de dichas estancias.[10]
- Seguridad: tras la renuncia del papa, la Guardia Suiza Pontificia dejó de custodiar al papa emérito, potestad que pasó a corresponder al Cuerpo de Gendarmería de la Ciudad del Vaticano.
- Vivienda: durante el tiempo de sede vacante y hasta el 2 de mayo de 2013, Benedicto XVI residió en Castel Gandolfo; el 2 de mayo se trasladó al monasterio Mater Ecclesiae, que se encuentra en los jardines de la Ciudad del Vaticano, y allí mismo falleció el 31 de diciembre de 2022.[11][12]